# 斯塔福伦
斯塔福伦是荷兰弗里斯兰省的一个城镇。